# Endpoint interface
Endpoint interface, também conhecido como service endpoint interface (SEI), ou em português interface endpoint de serviço, é um termo usado na plataforma Java Enterprise Edition ao expor Enterprise JavaBean como um serviço web (veja também Service Implementation Bean (SIB)). Um cliente de serviço web acessa um bean de sessão sem estado através da interface endpoint de serviço web do bean. Assim como uma interface remota, uma interface endpoint de serviço web define os métodos de negócio do bean.
Em contraste com uma interface remota, uma interface endpoint de serviço web não é acompanhada por uma interface home, que define os métodos de ciclo de vida do bean. Os únicos métodos do bean que podem ser invocados pelo cliente do serviço web são os métodos de negócio que são definidos na interface endpoint de serviço web.